# شهرستان هسکل (اکلاهما)
شهرستان هسکل، اکلاهما (به انگلیسی: Haskell County, Oklahoma) شهرستانی در ایالات متحده آمریکا است که در اکلاهما واقع شده‌است.

## خصوصیات
شهرستان هسکل ۱٬۶۱۹ کیلومترمربع مساحت دارد.